# Edward Kotowski
Edward Kotowski (* 8. März 1941 in Pięciowłóki; † 12. November 2021) war ein polnischer Kunsthistoriker und war Resident des Nachrichtendienstes der Volksrepublik Polen im Vatikan.

## Leben
Kotowski arbeitete vor seiner Tätigkeit beim Nachrichtendienst der Volksrepublik Polen als Leiter des Schlossmuseums im ermländischen Heilsberg. Als solcher war er 1969 für Funde wertvoller Polychromiefiguren aus dem 18. Jahrhundert verantwortlich. Im Zuge ihrer Konservierung kam es zu Konflikten mit Woiwodschaftsvertretern in Allenstein und schließlich 1971 zu seiner Entlassung. In der Folge wurde ihm die Arbeit als Kunsthistoriker erschwert. Als einzige Perspektive erschien Kotowski daher der staatliche Dienst.
Bereits 1973 arbeitete er in der Zentrale des Staatssicherheitsdienstes. 1975 begann er schließlich Italienisch zu lernen und wurde am 14. Oktober 1978, nur zwei Tage vor der Wahl Karol Wojtyłas zum neuen Papst, Delegierter der Volksrepublik Polen im Vatikan. 1979 wechselte er vom Innen- zum Außenministerium und war für die Pflege der Beziehungen beider Staaten zueinander verantwortlich. Im selben Jahr wurde er zweiter Sekretär der polnischen Botschaft in Rom, was er bis 1983 blieb. Während der gesamten Zeit war Kotowski gleichzeitig unter dem Pseudonym Pietro als Resident des Staatssicherheitsdienstes tätig und für die Überwachung polnischer Geistlicher aber auch anderer hoher Personen im Vatikan zuständig. Im Rahmen der Untersuchungen zum Attentat auf Papst Johannes Paul II. wurde er 2008 als Zeuge vernommen. 2009 musste er sich zudem unter medialer Anteilnahme einer ausgiebigen Lustration hingeben.